# Hôtellerie de la Fruitière

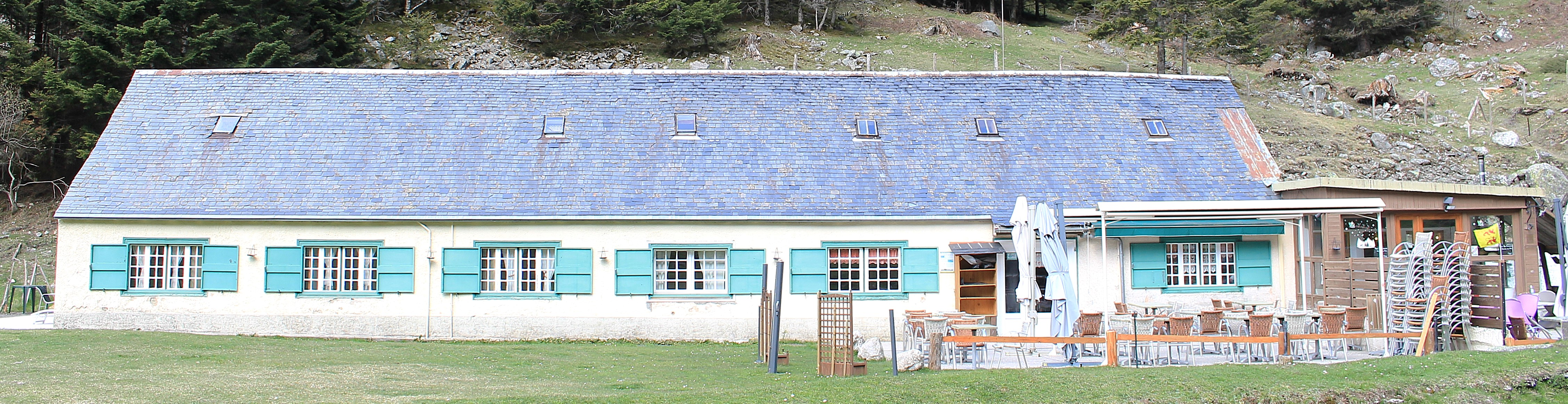
L'Hôtellerie.

L'hôtellerie de la Fruitière est un refuge de montagne situé à 1 400 m d'altitude dans la vallée de Lutour, dépendant administrativement de la commune de Cauterets dans le département des Hautes-Pyrénées en région Occitanie.

## Toponymie
La fruitière désigne une fromagerie traditionnelle de montagne où est transformé du lait cru, apporté par des éleveurs individuels réunis en coopératives, afin de le transformer en fromage. La fruitière représentait un lieu de stockage du lait produit en quantité durant les mois d'été, sous forme de grosses meules de fromages à pâte pressée et cuite, qu’un éleveur seul ne pouvait produire. La transformation permettait la consommation des fromages durant les mois d'hiver. Le nom de fruitière, vient du fait que les paysans mettent en commun le fruit de leur travail, en l’occurrence le lait. Le bâtiment de la fruitière a donné son nom à l'hôtellerie.

## Histoire
La création d'une fruitière dès 1873, sur l'exemple de ce qui se faisait dans le Jura, est due à l'initiative de l'inspecteur des Forêts, Auguste Calvet.
C'est ainsi que fut créée l'association Fruitière de Caoutarés (Cauterets) avec l'édification d'un chalet-abri et l'accord du Syndicat de Ribère de Saint-Savin. Elle arrêta rapidement son activité en 1882.
L'hôtellerie est gérée par la Commission syndicale de la Vallée de Saint-Savin.
Le refuge de montagne de style vernaculaire est édifié en 1876 et l'édifice est remanié par l'architecte Jules-Antoine Noutary entre 1922 et 1924.

## Caractéristiques et informations
L'édifice en rez-de-chaussée adopte un plan rectangulaire et est recouverte d'une toiture avec ardoises pyrénéennes. Au sud, l'extension en béton couverte d'un toit-terrasse se développe de façon perpendiculaire au bâtiment originel.

## Accès
L'hôtellerie est accessible depuis Cauterets par la route départementale D 920 qui mène au Pont d'Espagne.